# Huella de Meister
La Huella de Meister se refiere a dos trilobites en pizarra que parecían estar aplastados en una huella de zapato humano. La huella fue citada por los creacionistas y otros defensores de la pseudociencia como un artefacto fuera de lugar, pero fue desacreditada por los paleontólogos como resultado de un proceso geológico natural conocido como formación de spall.
En 1868, William Meister buscaba fósiles de trilobites en estratos de 500 millones de años de antigüedad conocidos como la Formación Cambrian Wheeler cerca de Antelope Springs, Utah. Descubrió lo que parecía una huella de zapato humano con un trilobite bajo el talón después de abrir una losa. La supuesta huella fue usada por Melvin A. Cook como evidencia contra la evolución en un artículo que escribió en 1970. Cook no era paleontólogo y su conclusión fue criticada por los expertos. Tras la investigación, la impresión no mostró ninguno de los criterios por los que se pueden reconocer las impresiones genuinas, y la forma podía explicarse mejor mediante procesos geológicos naturales.
Según Brian Regal "varios estudios mostraron que la huella era, en realidad, un ejemplo de un acontecimiento geológico común conocido como desconchamiento, en el cual las losas de roca se separan unas de otras en patrones distintivos. Este caso particular de desconchamiento había creado un simulacro vagamente sugerente de una huella de zapato".